# 비대칭 합성
비대칭 합성(非對稱合成, 영어: asymmetric synthesis)은 화학 합성의 한 형태이다. IUPAC에 의해 "하나 이상의 새로운 키랄성 요소가 기질 분자에서 형성되고 입체이성질체 생성물을 균일하지 않은 양으로 생성하는 화학 반응(또는 반응 순서)"으로 정의된다.
더 간단하게 말하면 특정 거울상이성질체 또는 부분입체이성질체의 형성을 선호하는 방법으로 화합물을 합성하는 것이다. 거울상 이성질체는 모든 키랄 중심에서 반대 구성을 갖는 입체 이성질체이다. 부분입체이성질체는 하나 이상의 키랄 중심이 다른 입체이성질체이다.
비대칭 합성은 현대 화학의 핵심 과정이며 분자의 다른 거울상 이성질체 또는 부분 입체 이성질체가 종종 다른 생물학적 활성을 갖기 때문에 제약 분야에서 특히 중요하다.